# Brens (Ain)
Brens ist eine französische Gemeinde mit 1.117 Einwohnern (Stand: 1. Januar 2022) im Département Ain in der Region Auvergne-Rhône-Alpes. Sie gehört zum Kanton Belley im Arrondissement Belley und ist Mitglied im Gemeindeverband Bugey Sud. Die Einwohner werden Brégnards genannt.

## Geografie
Brens befindet sich im Bugey, etwa vier Kilometer südlich des Stadtzentrums von Belley an der Rhône, in die hier der Furans mündet. Umgeben wird Brens von den Nachbargemeinden Belley im Westen und Norden, Virignin im Nordosten und Osten, La Balme im Osten und Südosten, Peyrieu im Süden sowie Arboys en Bugey im Südwesten und Westen.

## Bevölkerungsentwicklung
| Jahr                       | 1962 | 1968 | 1975 | 1982 | 1990 | 1999 | 2006 | 2013 | 2020 |
| Einwohner                  | 337  | 342  | 395  | 475  | 638  | 731  | 854  | 1200 | 1133 |
| Quellen: Cassini und INSEE |      |      |      |      |      |      |      |      |      |

## Sehenswürdigkeiten
- Kirche Saint-Michel aus dem 17. Jahrhundert
- Kapelle Saint-Michel
- Turm der früheren Kommanderie des Tempelritterordens in Acoyeu aus dem Jahre 1149

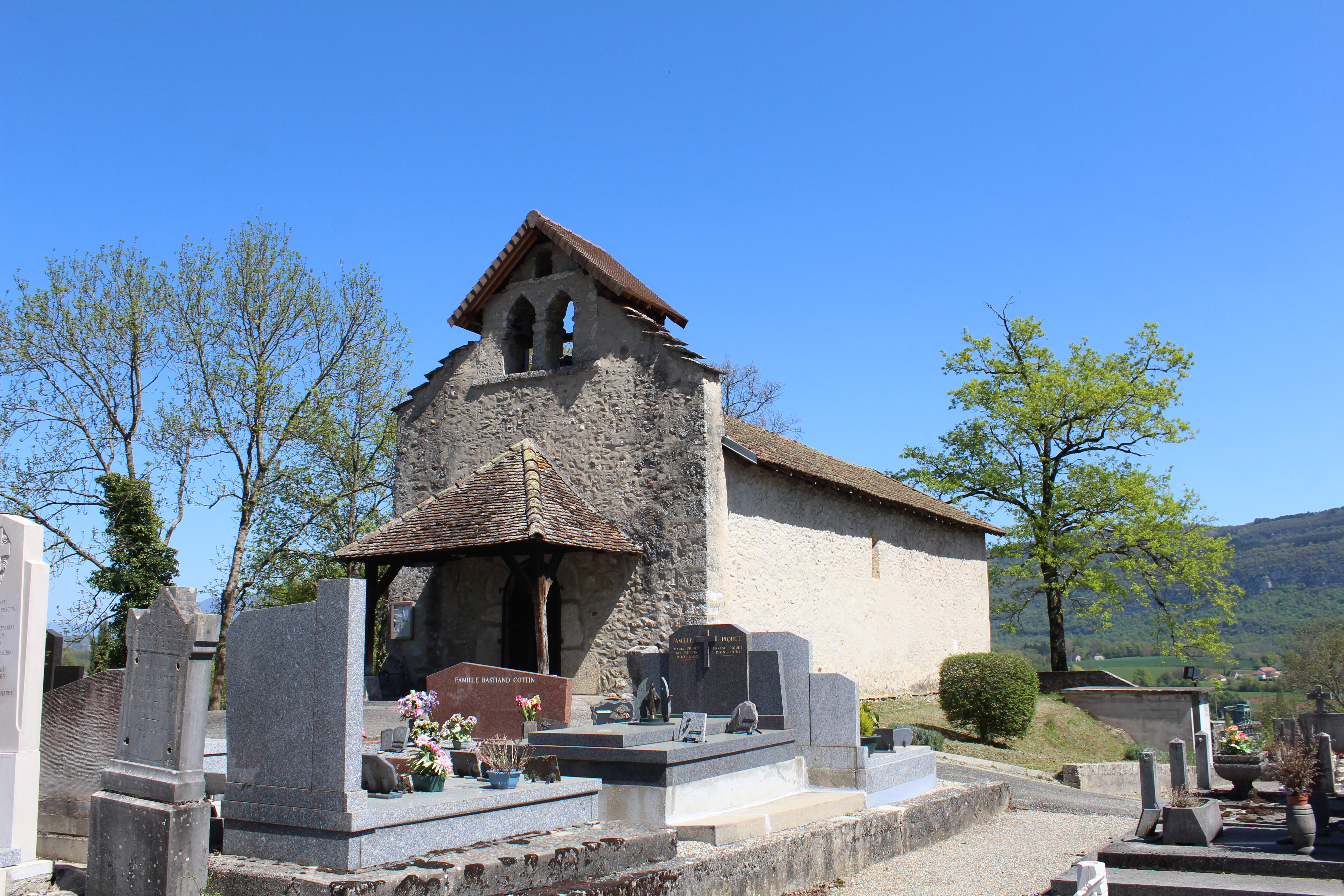
Kirche Saint-Michel
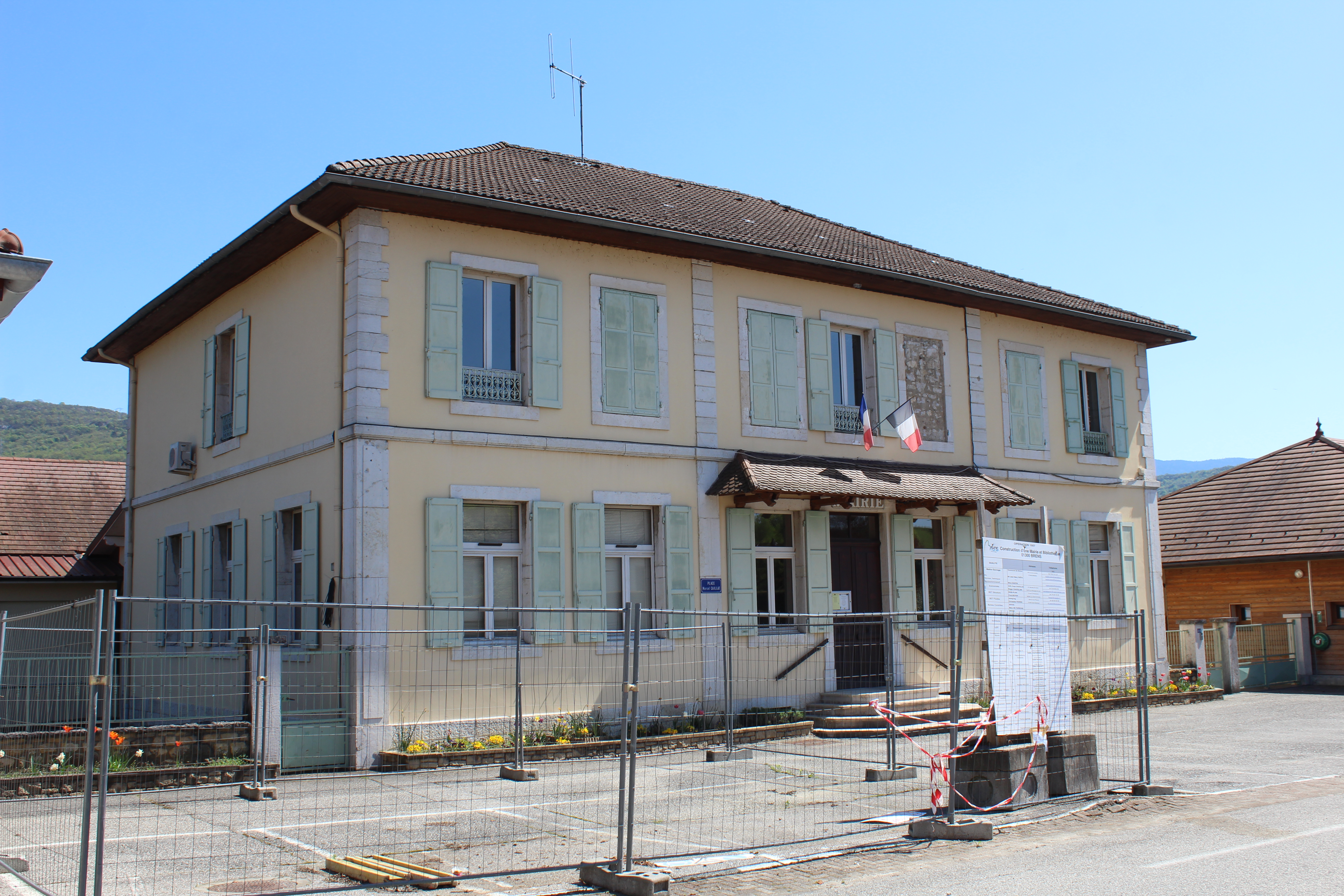
Ehemaliges Rathaus
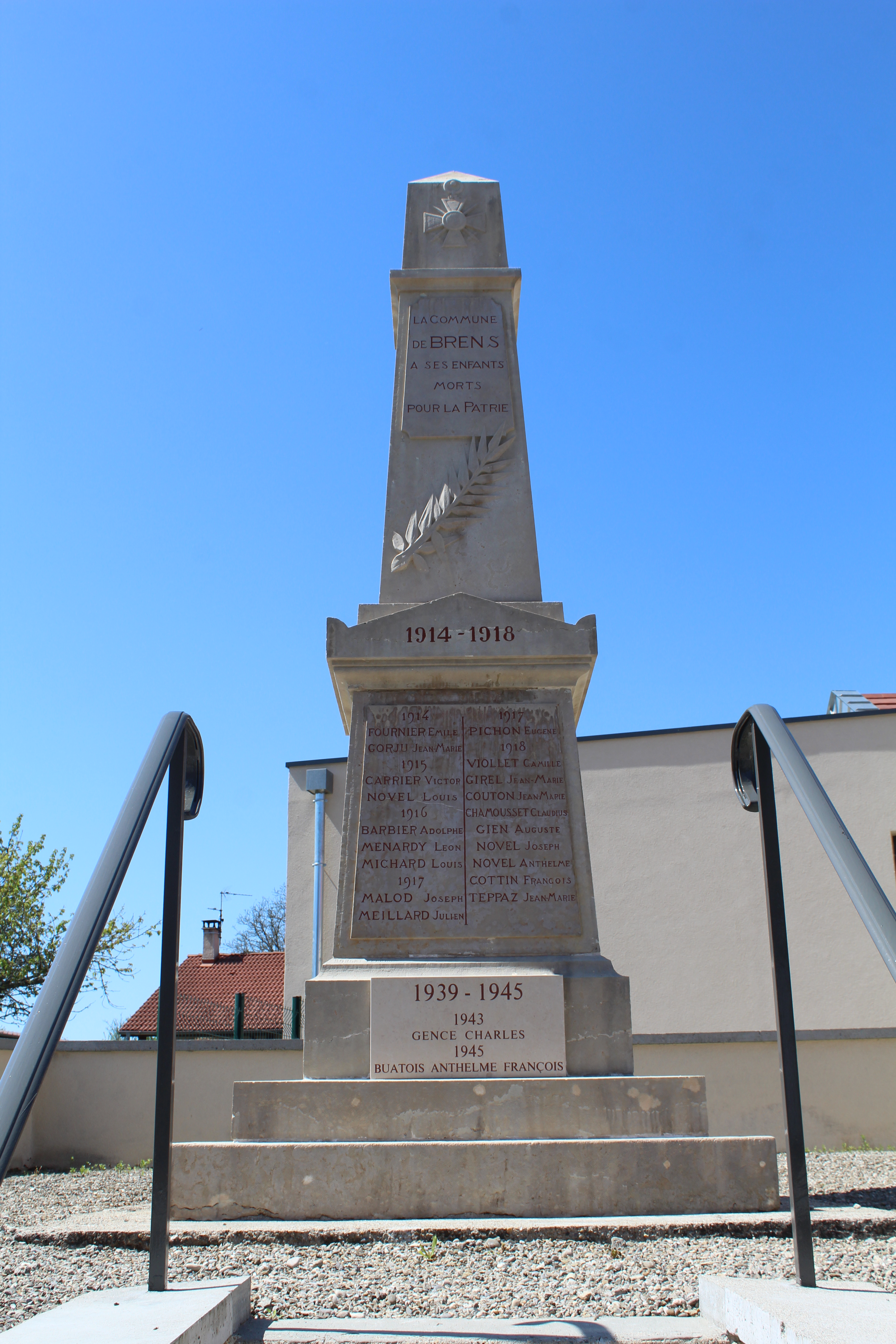
Gefallenendenkmal

## Persönlichkeiten
- Cédric Burdet (* 1974), Handballspieler, hier aufgewachsen